# جورج ريتشموند غروز
جورج ريتشموند غروز (بالإنجليزية: George Richmond Grose)‏ هو عالم عقيدة وقسيس أمريكي، ولد في 1869، وتوفي في 1953.